# アーモンド (曲)
「アーモンド」は、オレスカバンドの1枚目のシングル。2006年11月1日にSony Music Associated Recordsから発売された。

## 解説
1stフル・アルバム『WAO!!』の先行シングル。

## 収録曲
全作曲：いかす
全編曲：オレスカバンド
1. アーモンド　3:57
作詞：たえさん
2. さよならデジャヴ　4:08
作詞：いかす
3. ジャガイモアレルゲン　11:43
作詞：たえさん